# Hockey Club Martigny Red Ice
Le HC Red Ice Martigny-Verbier-Entremont est un club de hockey sur glace suisse qui a évolué  en Ligue nationale B entre 2012 et 2017. 
Basé à Martigny, il a été fondé en 2008 à la suite de la fusion du Hockey Club Martigny et du HC Verbier Val-de-Bagnes. Dès 2010, la première équipe est prise en charge par une SA, le HC Red Ice SA, qui disparaît en juin 2017 à la suite d'une faillite qui fait perdre au club sa place en LNB. Il fusionne en 2018 avec le HC Sion-Nendaz 4 Vallées pour devenir le HC Valais-Chablais ; quelques mois plus tard, la première équipe est renommée HCV Martigny.

## Histoire
Fondé en 2008 sous le nom de HC Red Ice Martigny-Verbier-Entremont, à la suite de la fusion entre le HC Martigny et le HC Verbier Val-de-Bagnes. Après trois titres de champion romand de première ligue et un titre de champion de Suisse amateur, le club fête la promotion en Ligue nationale B le 31 mars 2012.
Dès sa première saison en Ligue nationale B, le HC Red Ice parvient à se qualifier pour les play-offs. Éliminé en quart de finale en 2013 et 2014, il se hisse jusqu'en demi-finale en 2015 et en 2016.
En 2017, le HC Martigny Red Ice établit l'un des plus gros budgets de la ligue (5,5 millions, contre 3,5 millions la saison précédente) et engage de nombreux joueurs ayant évolué en Ligue nationale A. Malgré cela, le club échoue au stade des quarts de finale. Fin mars 2017, le club avoue faire face à des difficultés financières et ne pas pouvoir payer les derniers salaires. Fin mai, il est révélé qu'il manque au club environ 1,5 million pour boucler le budget de la saison écoulée. Plusieurs rumeurs quant à un rachat des actions du club se font entendre (on évoque plusieurs pistes locales et un groupe de repreneurs slovaques), sans toutefois qu'aucune ne se concrétise. Début juin, les dirigeants déposent un avis de surendettement et sont convoqués devant la juge de district, qui leur laisse jusqu'au 13 juin à midi pour prouver qu'ils peuvent éviter la faillite du HC Red Ice SA. La faillite est toutefois prononcée le 13 juin 2017 et notifiée le 14 au club. Dix jours plus tard, les dirigeants annoncent renoncer à faire recours, entraînant la faillite définitive.
À la suite de cette faillite, la deuxième équipe du club, qui évolue en 2e ligue (5e division), devient la nouvelle équipe fanion. C'est la première fois depuis la création du HC Martigny en 1939 que le club de hockey de la ville de Martigny évolue plus bas que le troisième échelon national. 
En 2018, le club fusionne avec le HC Sion-Nendaz 4 Vallées évoluant en MySports League (3e division) et devient le Hockey Club Valais-Chablais.

## Personnalités

### Entraîneurs successifs
- 2008-2009 : Alain Darbellay
- 2009-2010 : Pierre-Alain Ançay
- 2010-2011 : Laurent Perroton
- 2011-2013 : Albert Malguine
- 2013-2014 : Pyotr Malkov puis Albert Malguine
- 2014-2015 : Albert Malguine
- 2015-2016 : Albert Malguine puis Adrien Plavsic
- 2016-2017 : Matjaž Kopitar puis Adrien Plavsic
- 2017-2018 : Benoît Dénéréaz